# 広岡トシヒト
広岡 トシヒト（ひろおか としひと、本名 : 広岡 歳仁（読み同じ））は、日本の男性アニメーター、キャラクターデザイナー。オー・エル・エム所属。

## 来歴・人物
代々木アニメーション学院を卒業後、エムアイ（現：Wish）に動画マンとして入社。
ポケットモンスターシリーズでは、『無印・オレンジ諸島編』より永く携わっており、『アドバンスジェネレーション』から第43話「飛べ、タツベイ！明日にむかって!!」で初の作画監督を担当し、『ダイヤモンド&パール』の第171話「トゲキッス舞う! 王女さまのポケモンコンテスト!!」で総作画監督に就任。次作の『ベストウイッシュ』の各シリーズでキャラクターデザインの山田俊也とローテーションで総作画監督を務め、『XY』の各シリーズではキャラクターデザイン・総作画監督（兼任）に昇格。
過去には「廣岡歳仁」と本名（広岡歳仁）の名義でクレジット表記されていたが、『ベストウイッシュ』第52話の「サトシVSチャンピオン・アデク！」（2011年10月13日放送分）より現在の名義に変更。

## 参加作品

### テレビアニメ
1995年
- ルパン三世 ハリマオの財宝を追え!!（動画）

1996年
- シティーハンター ザ・シークレット・サービス（動画）
- 名探偵コナン（1996年 - 、原画）

1997年
- ポケットモンスター（1997年 - 2002年、原画・動画チェック）

1998年
- ルパン三世 炎の記憶〜TOKYO CRISIS〜（動画）
- センチメンタルジャーニー（動画）

1999年
- スージーちゃんとマービー（1999年 - 2002年、原画）
- 十兵衛ちゃん -ラブリー眼帯の秘密-（原画）
- ビックリマン2000（1999年 - 2001年、原画）

2000年
- ドキドキ♡伝説 魔法陣グルグル（原画）
- はじめの一歩（2000年 - 2002年、原画）

2001年
- ジーンシャフト（原画）
- 仰天人間バトシーラー（2001年 - 2002年、原画）
- フルーツバスケット（原画）
- Dr.リンにきいてみて!（2001年 - 2002年、原画）

2002年
- ポケットモンスター アドバンスジェネレーション（2002年 - 2006年、原画・作画監督）
- ポケットモンスター サイドストーリー（2002年 - 2004年、原画）
- あたしンち（2002年 - 2009年、原画）
- ロックマンエグゼ（2002年 - 2003年、原画）

2004年
- ケロロ軍曹（2004年 - 2011年、原画）

2006年
- ポケットモンスター ダイヤモンド&パール（2006年 - 2010年、原画・作画監督・総作画監督補佐・総作画監督）

2010年
- ポケットモンスター ベストウイッシュ（2010年 - 2012年、総作画監督・原画）

2012年
- ポケットモンスター ベストウイッシュ シーズン2（2012年 - 2013年、総作画監督・第二原画・原画）

2013年
- ポケットモンスター ベストウイッシュ シーズン2 エピソードN（総作画監督）
- ポケットモンスター ベストウイッシュ シーズン2 デコロラアドベンチャー（総作画監督）
- ポケットモンスター XY（2013年 - 2015年、キャラクターデザイン・総作画監督）

2015年
- ポケットモンスター XY&Z（2015年 - 2016年、キャラクターデザイン・総作画監督）

2017年
- ピカイア!!（作画監督）

2018年
- メジャーセカンド（作画監督）

2019年
- イナズマイレブン オリオンの刻印（作画監督）
- MIX（作画監督）

2020年
- ガル学。〜聖ガールズスクエア学院〜（2020年 - 2021年、キャラクターデザイン・作画監督）

2022年
- ガル学。II 〜Lucky Stars〜（キャラクターデザイン・作画監督）

2024年
- BEYBLADE X（2024年 - 2025年、総作画監督・作画監督・原画・総作画監督補佐・OP原画・ED第2原画）

### 劇場アニメ
1999年
- 劇場版ポケットモンスター 幻のポケモン ルギア爆誕（動画チェック）

2000年
- 劇場版ポケットモンスター 結晶塔の帝王 ENTEI（動画チェック）

2014年
- ポケモン・ザ・ムービーXY 破壊の繭とディアンシー（キャラクターデザイン）
  - ピカチュウ、これなんのカギ?（原画）

2015年
- ポケモン・ザ・ムービーXY 光輪の超魔神 フーパ（キャラクターデザイン）
  - ピカチュウとポケモンおんがくたい（キャラクターデザイン）

2016年
- ポケモン・ザ・ムービーXY&Z ボルケニオンと機巧のマギアナ（キャラクターデザイン）